# Asphytteälvens dämningsområde
Asphytteälvens dämningsområde är en sjö i Filipstads kommun i Värmland och ingår i Göta älvs huvudavrinningsområde. Sjön har en area på 0,659 kvadratkilometer och ligger 129 meter över havet. Sjön avvattnas av vattendraget Timsälven (Nordmarksälven).

## Delavrinningsområde
Asphytteälvens dämningsområde ingår i det delavrinningsområde (661330-140915) som SMHI kallar för Inloppet i Aspen. Medelhöjden är 161 meter över havet och ytan är 5,27 kvadratkilometer. Räknas de 53 avrinningsområdena uppströms in blir den ackumulerade arean 494,26 kvadratkilometer. Timsälven (Nordmarksälven) som avvattnar avrinningsområdet har biflödesordning 3, vilket innebär att vattnet flödar genom totalt 3 vattendrag innan det når havet efter 342 kilometer. Avrinningsområdet består mestadels av skog (77 procent). Avrinningsområdet har 0,66 kvadratkilometer vattenytor vilket ger det en sjöprocent på 12,5 procent.